# Energie
Energie è un marchio di abbigliamento streetwear italiano, nato nel 1991. È controllato dalla Sixty Group.